# Мавпячий хліб
Мавпячий хліб  (англ. Monkey bread) — американська солодка випічка, пиріг, що складається зі шматочків дріжджового тіста, посипаних корицею. Хліб часто подають на сніданок, як частування на урочистостях, а також на ярмарках та фестивалях.
Термін «мавп'ячий хліб» виник через те, що випічку їдять руками; людина розбирає хліб по шматочках, як мавпа.
За іншою версією, кульки хліба нагадують плоди баобаба, які так люблять мавпи. Африканці тому називають баобаб "мавповий хліб".
Інші назви хліба: Роздільний хліб, Бульбашковий хліб, Насолода різдвяним ранком, Мавпячий хлібний паззл, Мавпячі мізки, Липкий хліб, Угорський кавовий торт, Золотий дамплінг-кавовий торт, Ущипні-мене-торт, Разор, Африканський хліб.

## Походження
Відомий у Сполучених Штатах мавпячий хліб, насправді, це угорський десерт араньгалушка (угор. Aranygaluska, «золоті галушки/галушки»), що складається з кульок дріжджового тіста, які обвалюють у топленому маслі, а потім у суміші цукру та подрібнених горіхів. Він був присутній ще у 1880-х роках в угорських книгах, і угорські іммігранти привезли цю страву до Америки. У середині XX століття угорські та єврейські пекарні стали його продавати.
Рецепти хліба вперше з'явилися в американських жіночих журналах та куховарських книгах у 1950-х роках. У 1972 році до кулінарної книги, опублікованої Бетті Крокер, був включений рецепт арань галушки, який був озаглавлений «Угорський кавовий пиріг». У міру того, як арань галушка ставали дедалі популярнішими в Америці, їх почали плутати з мавпячим хлібом. «Мавпячий  хліб» незабаром став найпоширенішою назвою цього угорсько-єврейського десерту.
У 1980-і роки Ненсі Рейган популяризувала подачу мавпячого хліба на Різдво, зробивши його однією з основних різдвяних страв у Білому домі за часів президентства Рональда Рейгана. За словами історика кулінарії Джила Маркса, Ненсі подавала своєму чоловікові мавп хліб напередодні свідчень у Конгресі у справі Іран — контрас, при цьому колишній президент Рональд Рейган нібито зауважив: «Мамо, я можу потрапити до в'язниці, але я завжди буду пам'ятати цей мавпячий хліб».

## Приготування
Хліб виготовляється зі шматочків солодкого дріжджового тіста (часто замороженого), які окремо обвалюються у розтопленій вершковій олії, кориці з цукром, горіхах, а потім викладаються у форму для випікання та випікаються. Іноді хліб поливають сиропом, карамеллю або глазур'ю (Арани галушка подають із ванільним кремом). Мавпячий хліб зазвичай подають гарячим, запечені часточки можна легко відривати руками.